# Оранжерейка
Оранжере́йка (фин. Ansareinmäki) — деревня в Свердловском городском поселении Всеволожского района Ленинградской области.

## Название
Название происходит от построенных здесь при усадьбе князя Г. А. Потёмкина-Таврического оранжерей, в которых зимой выращивали тропические фрукты.

Задолго до начала двадцатого века на берегу Невы стояло трёхэтажное здание со множеством стёкол, которое тоже связывают с именем Потёмкина. По одной версии, здесь находилась шёлковая фабрика. Как писал посетивший Островки в 1858 году Александр Дюма, считается, здесь ткали шёлковые чулки исключительно для царского любимца. Будто бы надевал их только раз, а потом раздаривал. По другой версии, здесь находилась оранжерея светлейшего. К концу XIX века здание перестроили в церковь во имя святого Иоанна Предтечи, которая до наших лет не дожила. А деревеньку, где находилось здание, и поныне называют Оранжерейкой.

Первое селение на этом месте — деревня «Новое Село на Глиняной реке», упоминается ещё в 1500 году в Писцовой книге Водской пятины.
Первое картографическое упоминание — деревня Новоселки, происходит в 1676 году на карте Ингерманландии Бергенгейма, после чего почти двести лет в этом месте нет никаких селений.
В 1834 году на месте будущей деревни обозначены «оранжиреи».
Затем на их месте появляется деревня, которая ещё сто лет будет называться Новые Островки.
Купец Иван Михайлович Оленчиков владел Новыми Островками с 1885 года, он же перестроил оранжерею в церковь.

ОРАНЖЕРЕЙНЫЙ — поселок арендаторов на земле Оленчикова, имения Островки, при р. Неве 21 двор, 52 м. п., 52 ж. п., всего 104 чел., церковь.
(1896 год)

В конце XIX — начале XX века деревня административно относилась к Колтушской волости 2-го стана Шлиссельбургского уезда Санкт-Петербургской губернии. Большую часть населения деревни составляли переселенцы и потомки переселенцев из Финляндии, так называемые «финляндские карелы».
Согласно церковным регистрационным книгам Колтушского лютеранского прихода 1905—1929 годов деревня называлась Оранжерейная.
Согласно переписи населения СССР 1926 года:

ОРАНЖЕРЕЙНАЯ — деревня Островского сельсовета Октябрьской волости, 35 хозяйств, 139 душ.

Из них: финнов — 23 хозяйства, 91 душа; русских — 11 хозяйств, 47 душ; поляков — 1 хозяйство, 1 душа. (1926 год)

В 1930 году на карте окрестностей Ленинграда деревня называется ещё по старому — Новые Островки, а на карте 1939 года, имеет уже современное название — Оранжерейка.

ОРАНЖЕРЕЙКА — деревня Островского сельсовета, 215 чел. (1939 год)

План деревни Оранжерейка. 1939 год

В 1940 году деревня насчитывала 46 дворов, население деревни составляло 275 человек.
До 1942 года — место компактного проживания ингерманландских финнов.
В 1958 году население деревни составляло 50 человек.
По данным 1966 и 1973 годов деревня Оранжерейка входила в состав Овцинского сельсовета.
В 1997 году в деревне проживали 4 человека, в 2002 году — 92 человека (русских — 85%), в 2007 году — 69.
От оранжереи остались только фрагменты.

## География
Деревня находится в южной части района на автодороге 41К-312 (Посёлок имени Свердлова — Маслово) в месте примыкания к ней автодороги 41К-327 (Спецподъезд № 22).
Расстояние до административного центра поселения — 13 км.
Деревня находится на правом берегу реки Невы, к востоку от деревни Маслово и к западу от деревни Островки.

## Демография
| 2007 | 2010 | 2017 |
| ---- | ---- | ---- |
| 69   | ↘51  | ↘19  |

Национальный состав
Согласно данным Всероссийской переписи населения 2021 года в деревне проживал 71 человек, из них:
 русские — 9, украинцы — 1 человек, остальные национальность не указали.

## Прочее
В деревне ведётся активное коттеджное строительство.

## Улицы
1-й квартал, Микрорайон 1, Оранжерейная.